# Mario Roberto Martínez
Mario Roberto Martínez Hernández, kurz Mario Martínez, (* 30. Juli 1989 in San Pedro Sula) ist ein honduranischer Fußballspieler auf der Position eines Mittelfeldspielers.

## Karriere

### Jugend und Vereinskarriere
Martínez begann seine aktive Karriere als Fußballspieler im Jahre 2001 bei seinem Heimatverein Real CD España, nachdem er bereits zuvor einige Jahre ohne Vereinszugehörigkeit aktiv war. Beim Verein aus San Pedro Sula durchlief er bis 2008 mehrere Jugendauswahlen und kam danach für die Profimannschaft in der Liga Nacional de Fútbol de Honduras, der höchsten Spielklasse des Landes, zum Einsatz. Mit der Mannschaft wurde er in der Apertura 2008/09, was in Honduras dem ersten Halbjahr entspricht, Vizemeister hinter dem CD Marathón, der das Finalhinspiel mit 1:0 gewann und das Rückspiel durch einen Treffer von Mario René Berríos gerade noch auf einen 1:1-Remis drehen konnte. Von 2007 bis 2009 kam Martínez in 23 Ligaspielen zum Einsatz und erzielte dabei drei Tore.
Nachdem ihn norwegische Scouts mit der honduranischen U-20-Nationalmannschaft bei der CONCACAF U-20-Meisterschaft 2009 in Trinidad und Tobago beobachtet haben, erhielt er nur wenige Wochen später ein Vertragsangebot des Vålerenga IF, das er kurz darauf auch annahm. Neben Reiniery Mayorquín (Aalesunds FK) war er einer von zwei U-20-Spielern, die in diesem Sommer Verträge bei Klubs aus der höchsten norwegischen Liga unterschrieben.
Sein Vereinsdebüt für Vålerenga gab Martínez am 3. Mai 2009 bei der 2:3-Heimniederlage gegen den IK Start, als er in der 77. Spielminute für Dawda Leigh eingewechselt wurde. Bei seiner Leihzeit in Norwegen war Martínez in nur zwei Ligapartien im Einsatz. Sein zweites Spiel absolvierte er dabei am 25. Oktober 2009, als er bei der 1:2-Heimniederlage gegen Sandefjord Fotball in der 79. Minute für Luton Shelton ins Spiel kam. Insgesamt war er zudem in 17 Ligapartien für die zweite Mannschaft des Vålerenga IF im Einsatz, für die er acht Mal zum Torerfolg kam.
Nachdem er im Dezember 2009 wieder zurück in sein Heimatland gekehrt war, unterzeichnete er kurz darauf einen bis zum Sommer 2010 datierten Leihvertrag beim RSC Anderlecht in der belgischen Jupiler League, für den er allerdings überhaupt nicht zum Einsatz kam. Im Jahr 2012 schloss Martínez eine weitere Leihe an; dieses Mal zog es ihn in die Vereinigten Staaten zum Seattle Sounders FC. Nach zwei Saisons und insgesamt dreizehn Spielen in der Major League Soccer kehrte er einmal mehr nach Honduras zu Real España zurück.
Nach Leihen zu Barcelona SC in Ecuador und ENPPI Club in Ägypten wechselte Martínez 2016 fest nach Ägypten. Nach einer Saison in Ägypten wechselte er erneut zu Real España in seinem Heimatland zurück. Im Jahre 2019 wechselte er zum Ligarivalen CD Marathón.

### International
Martínez ist seit 2008 Stammspieler der honduranischen U-20-Fußballnationalmannschaft und qualifizierte sich mit dieser durch den 3. Platz bei der CONCACAF U-20-Meisterschaft im Jahre 2009 für die U-20-Weltmeisterschaft 2009 in Ägypten. Zuvor war er bereits in der U-17-Auswahl von Honduras aktiv. Bis dato  erzielte er in acht Pflichtspielen fünf Tore und war dabei auch einer der Hauptverantwortlichen für die erfolgreiche Qualifikation zur Weltmeisterschaft.
2008 nahm er mit der honduranischen Olympiaauswahl (U-23) als jüngster Spieler seines Teams am Qualifikationsturnier für die Olympischen Spiele 2008 teil und kam beim Turniersieg im Vorrundenspiel gegen Kuba zu seinem einzigen Einsatz. Für die Endrunde in China fand Martínez keine Berücksichtigung im 18-köpfigen Aufgebot.
Am 8. Mai 2014 wurde er vom Trainer Luis Fernando Suárez in den Kader der Auswahl für die Weltmeisterschaft 2014 berufen.

## Erfolge
- Vizemeister der Apertura 2008/09
- 3. Platz: CONCACAF U-20-Meisterschaft 2009
- 1. Platz: CONCACAF Olympia-Qualifikationsturnier 2008

## Privates
Martínez ist verheiratet und Vater eines Kindes.